# Dejémonos de vainas (Ecuador)
Dejémonos de vainas fue una serie ecuatoriana humorista, costumbrista y de situación, emitida por la televisora Ecuavisa entre 1991 y 1999. Esta serie fue una adaptación de la serie colombiana original Dejémonos de vainas, adaptada por el guionista Peky Andino.
Protagonizada por Prisca Bustamante y Gonzalo Samper quien después fue reemplazado por Marco Ponce, junto con las actuaciones de Santiago Naranjo, Martha Ormaza, Eduardo "Mosquito" Mosquera, Mabel Cabrera, Janeth Monroy, Juan Esteban Dousdebés, Christoph Baumann y Elena Torres, entre otros.
A partir de noviembre de 1999, tras finalizar el programa y luego de cambiar a la televisora Teleamazonas, se creó una secuela llamada Esta gente es una vaina, que se mantuvo solo por una temporada, hasta el 2000.

## Sinopsis
La serie retrataba con humor a la típica familia de clase media quiteña (los Vargas) y las situaciones que vivía cotidianamente. La comedia era transmitida los sábados a las 20h00, por la señal de Ecuavisa (Canal 8 en Quito). Durante casi una década de programación, contó con varios personajes icónicos representados por diversos actores como El Moncho, periodista de un diario irrelevante que siempre andaba con las justas de dinero, (interpretado inicialmente por Gonzalo Samper† y después por Marco Ponce); su esposa, Renata (interpretada inicialmente por Cristina Rodas y después por Prisca Bustamante); El Chagra (Santiago Naranjo); El cabo Mosquito (Mosquito Mosquera), La Vitalina (Martha Ormaza)†, La Colorada (Mabel Cabrera) o su novio, El Iggy, personaje implícito que nunca apareció en la serie.

## Personajes
- Juan Ramón Vargas, "Moncho": Es el padre de familia interpretado en la primera temporada por Gonzalo Samper (†), y desde la segunda temporada interpretado por Marco Ponce.
- Renata Hermelinda Villegas de Vargas: Madre interpretada por Cristina Rodas en 1990 y posteriormente por Prisca Bustamante desde 1991 a 1996.
- Margarita Vargas Villegas, "La Colorada": Es la hija mayor de los Vargas, interpretada por Mabel Cabrera.
- Teresa Vargas Villegas - Hija, interpretado por Janeth Monroy.
- Ramoncito Vargas Villegas - Hijo, interpretado por Juan Esteban Dousdebés.
- Ramiro Perez - Amigo de la familia, interpretado por José Morán González en 1990.
- Ramiro Perez, "El Chagra" - Amigo de la familia, interpretado por Santiago Naranjo desde 1991 hasta 1997.
- Vitalina Mary Jane de las Mercedes Tres de Marzo Macías García, "La Mona" - Empleada del servicio de los Vargas, interpretada por Martha Ormaza (†).
- Cabo Mosquito, "Rangalido" - Es un policía amigo de la familia, interpretado por Eduardo "Mosquito" Mosquera. Su frase célebre es "po' la piola!".
- Dioselina Trinca Checa Bravo y de La Gasca Condesa de Coto y Collao, "Tía Maura Matilde" - Personajes secundarios, interpretados por Elena Torres. Su frase célebre es "Muche mano!".
- Josefa - Personaje secundario, empleada del servicio de los Vargas durante las primeras temporadas, interpretado por Martha Pérez.
- Mónica - Mamá de Juan Ramón, interpretado por Ana Miranda (†).
- Aristóteles Beckenbauer - interpretado por Christoph Baumann.
- Pepudo Bailejo - Personaje secundario, interpretado por José Morán González.
- El Chucky - Hijastro del Moncho, interpretado por David Peláez.
- Mashinka - Novia del Moncho, interpretado por Irina Gamayunova.
- La Tía Charo - La tía de Beckenbauer, interpretado por Patricia Naranjo (†). Su frase célebre es "Y vos que chicha quieres!".

## Retransmisión
- Domingos 02:30 a. m. a 03:30 a. m. por Ecuavisa (Región Sierra)
- Ecuavisa Internacional